# Richard Shone
Richard Shone (né le 8 mai 1949 à Doncaster) est un historien de l'art et critique d'art britannique spécialisé dans l'Art moderne britannique. De 2003 à 2015, il est rédacteur en chef du Burlington Magazine.

## Carrière
Richard Shone est né le 8 mai 1949  à Doncaster.
À 16 ans, Shone est déjà suffisamment connecté au monde de l'art britannique pour que Duncan Grant le présente à sa voisine Lydia Lopokova, la veuve de John Maynard Keynes, chez elle et chez Keynes, où Shone admire des œuvres de Seurat, Cézanne, Delacroix, Picasso, Braque et Grant lui-même. Ayant obtenu un BA en anglais de l'université de Cambridge en 1971, Shone est, dans les années 1970 et 1980, un critique prolifique dans la presse artistique - The Burlington Magazine, Art Review, Artforum - ainsi qu'un contributeur sur la littérature et la biographie à The Spectator et The Guardian. Shone organise plusieurs expositions consacrées à l'art britannique, telles que les portraits de Walter Sickert à la Victoria Art Gallery (en) de Bath (1990) ; une rétrospective complète de Sickert à la Royal Academy of Arts de Londres et au Van Gogh Museum d'Amsterdam (1992-1993, avec Wendy Baron) ; L'Art de Bloomsbury pour la Tate Gallery, Londres (1999). Shone rejoint The Burlington Magazine en 1979.

## Publications
Les principales contributions de Shone à l'histoire de l'art sont dans le domaine de la peinture britannique du début du XXe siècle, mais il a beaucoup écrit sur l'art des jeunes artistes britanniques depuis leur apparition à la fin des années 1980.
- Bloomsbury  Portraits: Vanessa Bell, Duncan Grant and their Circle  (Phaidon, 1976)   (ISBN 0714829617)
- The Century of Change: British Painting since 1900 (Phaidon 1977)   (ISBN 0714817821)
- The Post-Impressionists  (Calmann, Blacker, Cooper, 1979)  (ISBN 0706410939)
- Augustus John  (Phaidon 1979)  (ISBN 0714819980)
- Rodrigo Moynihan  (Skira/ Thames & Hudson 1988)  (ISBN 0500973709)
- Walter Sickert  (Phaidon 1988)  (ISBN 0714824798)
- Sisley (Phaidon 1992)  (ISBN 0714826871)
- Sensation  (Royal Academy, 1997)  (ISBN 0500237522)
- The Art of Bloomsbury Roger Fry, Vanessa Bell and Duncan Grant. (Princeton: Princeton University Press, 1999).  (ISBN 0691049939)
- Sickert: The Theatre of Life (Piano Nobile, 2021)  (ISBN 978-1901192599)